# Adonyi kistérség

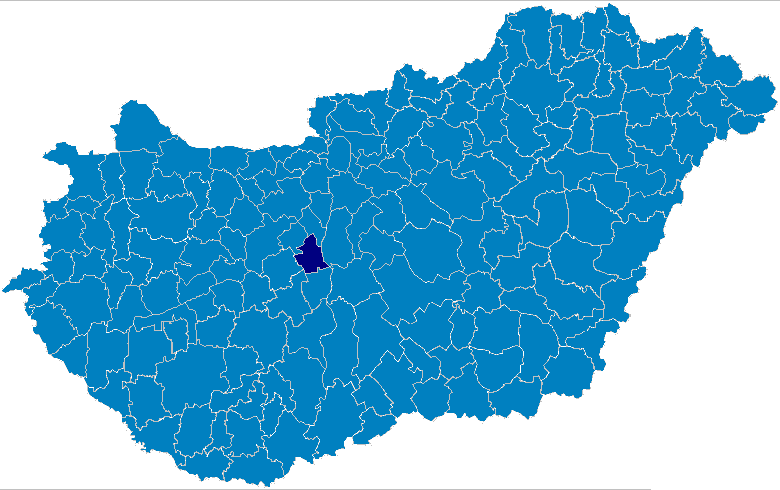
Az Adonyi kistérség

Az Adonyi kistérség kistérség Fejér megyében, központja: Adony.

## Települései
| Adony   | Beloiannisz    | Besnyő        | Iváncsa | Kulcs |
| Perkáta | Pusztaszabolcs | Szabadegyháza |         |       |